# Puente de San Miguel (Arcos de la Frontera)
El puente de San Miguel, situado en Arcos de la Frontera, en España, es un puente carretero que cruza el río Guadalete. El puente es de tipo celosía metálica con una luz de 62 metros y 10 metros de altura sobre el río. Da acceso en la actualidad al Barrio Bajo de Arcos desde el casco urbano. Anteriormente fue el acceso por carretera hacia la cercana localidad de El Bosque y a otros pueblos de la Sierra de Cádiz.

## Historia
En 1868 se construyó un puente de cantería con tres ojos, situado en el kilómetro 3 de la Carretera Arcos-El Bosque. Una ríada lo derribó en 1917, obligando a su reconstrucción. Es entonces cuando se decide construir el actual, iniciándose las obras en 1918. El puente se inauguró el 14 de noviembre de 1920. La infraestructura costó unas 288.000 pesetas, pesando en total 135.000 kilogramos.